# Kétoprofène
Le kétoprofène est un médicament analgésique appartenant à la famille des anti-inflammatoires non stéroïdiens (AINS), et plus précisément à la classe des dérivés de l'acide propionique (acide propanoïque) connue sous le nom d'« acides 2-arylpropioniques » ou « profènes ». En plus de ses effets analgésiques, il a un effet antipyrétique. Il agit par inhibition de la production des prostaglandines du corps.
Il a été breveté en 1967, et son usage médical approuvé en 1980 (1972 pour la France ?).
Il est commercialisé sous forme de gels (application topique) ou de comprimés, notamment sous les noms de Gel Fastum, Ketum (gel et comprimés) ou Spondylon.

## Chimie
Le kétoprofène est un composé aromatique, l'acide-2-(3-benzoylphényl)propanoïque (ou acide-2-(3-benzoylphényl)propionique), constitué d'un groupe acide propanoïque substitué sur son carbone 2 par un groupe benzoylphényle (benzophénone). Ce carbone 2 est d'ailleurs asymétrique, ce qui fait que le kétoprofène existe sous la forme d'un racémique RS, l'énantiomère R étant appelé dexkétoprofène.

## Utilisations
Parmi les utilisations il est utilisé pour le traitement ponctuel de la migraine. Cette molécule fait partie des rares anti-inflammatoires non stéroïdiens à avoir reçu une AMM dans le « traitement de la crise de migraine légère à modérée avec ou sans aura ».

## Impact écologique etécotoxicologique
Le kétoprofène (comme le diclofénac), utilisé comme médicament vétérinaire depuis les années 1980, est un des coresponsables du déclin rapide du vautour chaugoun. En Inde, 99 % des vautours chaugoun ont disparu en 25 ans, alors que cette espèce jouait un rôle sanitaire important en éliminant les charognes. Les vautours s'empoisonnent en consommant le bétail mort qui avait été traité au kétoprofène.

Les ornithologues recommandent plutôt l'utilisation du méloxicam qui serait le seul médicament anti-inflammatoire que les vautours semblent supporter,.

## Situation du Ketum gel en France
En France, le Conseil d’État a annulé par ordonnance du 26 janvier 2010 la décision de l'AFSSAPS du 17 décembre 2009 qui retirait l'autorisation de mise sur le marché (AMM) du Ketum 2,5 % gel, à la suite d'un référé du laboratoire Menarini France. Le Conseil d'État a en effet jugé que les cas de photoallergie recensés, estimés à une trentaine pour plusieurs millions d’unités vendues par an, ne changeaient pas « le bénéfice/risque du gel de kétoprofène ». De plus, selon le Conseil d’État, la suspension d'AMM aurait eu une forte incidence sur l'activité du laboratoire Menarini, le Ketum gel fournissant son deuxième chiffre d'affaires,.